# Liste des évêques de Ceneda (Vittorio Veneto)
Cette liste recense les évêques qui se sont succédé sur le siège de Ceneda. En 1866, les communes de Serravalle et de Ceneda fusionnent pour donner la commune de Vittorio Veneto. Le 13 mai 1939, le diocèse prend son nom actuel par le décret Quum episcopalis civitas de la Congrégation pour les évêques.

## Évêques de Ceneda
- Ursin (mentionné en 680)
- Valentinien (première moitié du VIIe siècle)
- Maxime (première moitié du VIIe siècle)
- Dolcissime (mentionné vers 793)
- Emme (mentionné en 827)
- Ripald (mentionné en 908)
- Sicard (962-994)
- Guason (998-1001)
- Bruno (vers 1013)
- Elmenger (1021-1031)
- Almanguin (mentionné en 1053)
- Jean (mentionné en 1074)
- Ropert (mentionné en 1124)
- Sigismond (mentionné en 1130)
- Azzone des Azzoni (1140-1152)
- Aymon (1152)
- Sigisfred de Conegliano (1170-1184)
- Matthieu de Sienne (1187-1216)
  - Gérard da Camino (1217-1217), évêque élu
- Albert da Camino (1220-1242)
- Garnier de Polcenigo (1242-1251), nommé évêque de Concordia
- Roger d'Aquilée (1251-1257)
- Biaquin da Camino (1257-1257)
- Albert da Collo (1257-1260)
- Odoric, O.F.M (1261-1261)
- Proesavio Novello (1262-1279), nommé évêque de Trévise
- Mars da Fiabiane (1279-1284)
- Pierre Calza (1286-1300)
- François Arpo, O.P (1300-1310)
- Manfred da Collalto (1310-1320), nommé évêque de Feltre et Belluno
- François Ramponi, O.E.S.A (1320-1348)
- Gasbert de Orgoglio, O.P (1349-1374)
- Olivier (1374-1377)
- André Calderini (1378-1381)
- Georges Torti (1382-1386), nommé évêque de Crémone
- Marc Porri (1386-1394), nommé évêque de Nusco
- Martin da Gemona (1394-1399)
- Pierre Marcello (1399-1409), nommé évêque de Padoue
- Antoine Correr, O.P (1409-1445)
- Pierre Leon (1445-1474)
- Nicolas Trevisan (1474-1498)
- François Brevio (1498-1508)
- Marin Grimani (1508-1517), nommé patriarche d'Aquilée
  - Dominique Grimani (1517-1520) (administrateur apostolique)
  - Jean Grimani (1520-1531), administrateur apostolique
  - Marino Grimani (1531-1540), administrateur apostolique
- Jean Grimani (1540-1545), nommé patriarche d'Aquilée pour la seconde fois
  - Marin Grimani (1545-1546), administrateur apostolique
- Michele della Torre (1547-1586)
- Marcantonio Mocenigo (1586-1598)
- Léonard Mocenigo (1599-1623)
- Pietro Valier (1623-1625), nommé archevêque, à titre personnel, de Padoue
- Marco Giustiniani (en) (1625-1631), nommé évêque de Vérone
- Marcantonio Bragadin (1633-1639), nommé évêque de Vicence
- Sébastien Pisani (1639-1653), nommé évêque de Vérone
- Albertino Barisoni (1653-1667)
- Pierre Lion (1667-1691), nommé évêque de Vérone
- Marcantoine Agazzi (1692-1710)
- François Trevisan (1710-1725), nommé évêque de Vérone
- Benoit De Luca (1725-1739), nommé évêque de Trévise
- Laurent Da Ponte (1739-1768)
- Jean Augustin Gradenigo, O.S.B.Cas (1768-1774)
- Giovanni Paolo Dolfin (it), C.R.L (1774-1777), nommé évêque de Bergame
- Marc Zaguri (1777-1785), nommé évêque de Vicence
- Pietro Antonio Zorzi, C.R.S (1786-1792), nommé archevêque d'Udine
- Jean Benoît Falier, O.S.B.Cam (1792-1821)
- Jacques Monico (1823-1827), nommé patriarche de Venise
- Antoine Bernard Squarcina, O.P (1828-1842), nommé évêque d'Adria
- Manfred Jean Baptiste Bellati (1843-1869)
- Conrad Marie Cavriani (1871-1885)
- Sigismond Brandolini Rota (1885-1908)
- André Caron (1908-1912), nommé archevêque de Gènes
- Rodolphe Caroli (it) 1913-1917), nommé archevêque titulaire de Tyr
- Eugène Beccegato (1917-1943)

## Évêques de Vittorio Veneto
- Giuseppe Zaffonato (1945-1956), nommé archevêque d'Udine
- Giuseppe Carraro (1956-1958), nommé évêque de Vérone.
- Albino Luciani (1958-1969), nommé patriarche de Venise, puis élu pape sous le nom de Jean-Paul Ier
- Antonio Cunial (1970-1982)
- Eugenio Ravignani (1983-1997), nommé évêque de Trieste
- Alfredo Magarotto (1997-2003)
- Giuseppe Zenti (2003-2007), nommé évêque de Vérone
- Corrado Pizziolo (2007-2024)
- Riccardo Battocchio (2025-)

## Sources
- http://www.catholic-hierarchy.org